# 배찌
배찌(Bazzi)는 《크레이지레이싱 카트라이더》와 《다오배찌 붐힐대소동》을 포함한 다오와 배찌, 그리고 그들의 친구들이 출연하는 게임과 애니메이션, 만화 시리즈의 등장인물 중 하나이다.

## 개요
배찌는 로두마니 스튜디오의 게임들과 해당 게임들의 파생작에서 다오와 함께 주인공으로 등장했던 캐릭터로, 다른 등장인물과 달리 성별에 대한 설정이 불명확한 캐릭터로 설정되었다.

## 매체별 모습

### 다오배찌 붐힐대소동
로두마니를 중심으로 돌아가는 해적단에게 잡혀가고 사고로 기억을 잃은 사이에 로두마니는 배찌를 '로두 아이'라는 이름의 자신의 자녀로 속이려고 한다. 그래서 로두마니는 배찌와 놀아주고 이름을 잊은 배찌에게 이름을 지어주는 등 가짜 아버지 역할을 해내려고 했다.
해적선이 해변에 도착할 때 다오는 로두마니와 대적하려고 했고, 로두마니를 진짜 아버지로 알게 되면서 로두마니에게 자신의 아버지를 모욕한 '나쁜 아이들'을 물풍선으로 징벌해달라는 명령을 받고 정원에서 물을 주던 디지니에게 물풍선을 투척했다.

### 카트라이더 러쉬플러스
스토리 모드에선 중요한 역할로 그려지진 않으나, 스토리 모드의 에피소드들의 끝부분에서 대략적인 상황을 플레이어에게 설명해 주는 해설자 캐릭터로 그려진다.
매사에 둔하고, 사건사고엔 크게 관심없어 하는 모습을 보이며 사건사고에 대한 언급을 해도 놀라진 않고 대범한 태도로 말한다.